# گمینا سوخوچین
گمینا سوخوچین (به لهستانی:  Gmina Sochocin) یک گمینا در لهستان است که در شهرستان پوونگسک واقع شده‌است. گمینا سوخوچین ۱۱۹٫۶۷ کیلومتر مربع مساحت و ۵٬۸۹۳ نفر جمعیت دارد.